# Calyptrocarya
Calyptrocarya Nees   é um género botânico pertencente à família Cyperaceae.

## Espécies
- Calyptrocarya angustifolia
- Calyptrocarya bicolor
- Calyptrocarya brevicaulis
- Calyptrocarya fragifera
- Calyptrocarya glomerulata
- Calyptrocarya irwiniana
- Calyptrocarya longifolia
- Calyptrocarya luziliformis
- Calyptrocarya martii
- Calyptrocarya palmetto
- Calyptrocarya poeppigiana